# Atypophthalmus crinitus
Atypophthalmus crinitus là một loài ruồi trong họ Limoniidae. Chúng phân bố ở miền Cổ bắc.